# Kabinett Bassewitz-Levetzow
Das Kabinett Bassewitz-Levetzow bildete vom 1. Oktober 1901 bis zum 31. März 1914 die von Großherzog Friedrich Franz IV. eingesetzte Landesregierung von Mecklenburg-Schwerin.
Großherzog Friedrich Franz IV. versuchte nach seinem Regierungsantritt 1901 mit seinen Ministern die veraltete ständestaatliche Landesverfassung zu reformieren. Alle Vorlagen, die neben der ständischen Repräsentation auch eine gewählte Kammer für den Landtag vorsahen, scheiterten am Widerstand der Landstände und von Mecklenburg-Strelitz. Als Reaktion auf das Scheitern der Entwürfe reichten Staatsminister Carl von Bassewitz-Levetzow und Finanzminister Adolph von Pressentin im Herbst 1913 ihren Rücktritt ein, nahmen ihre Ämter aber auf Bitten des Großherzogs noch bis zum Frühjahr 1914 wahr. 
| Amt | Name                                                                                        |
| Staatsminister, Präsident des Staatsministeriums Auswärtige Angelegenheiten und Großherzogliches Haus Inneres | Carl von Bassewitz-Levetzow                                                                 |
| Justiz1 | Julius von Amsberg, 1. Oktober 1901 – 30. September 1904 Adolf Langfeld, ab 1. Oktober 1904 |
| Finanzen | Adolph von Pressentin                                                                       |

1 Das Justizministerium beinhaltete die Abteilungen für die geistlichen, die Unterrichts- und die Medizinalangelegenheiten.